# Гнусин, Николай Петрович
Никола́й Петро́вич Гну́син (19 ноября 1919, Шуя, Ивановская область, РСФСР — 2013, Краснодар, Россия) — советский российский учёный-физикохимик, доктор химических наук (1960), профессор (1960), Заслуженный деятель науки и техники РСФСР, заведующий кафедрой физической химии Кубанского государственного университета (1971—1988).

## Биография
Родился 19 ноября 1919 года в городе Шуя, Ивановская область, РСФСР.
В 1939 г. поступил в Ленинградский технологический институт имени Ленсовета. На первом курсе вуза был призван в ряды Красной армии, служил командиром орудия в зенитной батарее войск ПВО Ленинграда. Участвовал в советско-финляндской войне (1939—1940).
Во время Великой Отечественной войны участвовал в обороне Ленинграда. Командир приборного отделения 71-го отдельного зенитно-артиллерийского дивизиона артиллерии Резерва Главного Командования. Демобилизовался в октябре 1945 года. Награждён Орденом Красной Звезды и медалями «За оборону Ленинграда», «За боевые заслуги» и «За победу над Германией в Великой Отечественной войне 1941—1945 гг.».
В 1950 году завершил учёбу в Ленинградском технологическом институте. В 1953 году окончил аспирантуру и защитил кандидатскую диссертацию на тему «Изучение структуры электроосажденных металлов». В том же году направлен на работу в Белорусский институт железнодорожного транспорта. В 1958 году назначен заведующим кафедрой химии этого вуза.
В 1960 году защитил диссертацию на соискание учёной степени доктора химических наук, в том же году избран профессором. Затем, в 1961 году, был принят по конкурсу в Сибирское отделение Академии наук СССР в Институт переработки минерального сырья.
В 1971 году Николай Гнусин возглавил кафедру физической химии Кубанского государственного университета, работал в этой должности до 1988 года.
Сфера его научных интересов лежит в области изучения электрохимических свойств ионообменных материалов и теории неоднородности электрических полей.
За большой вклад в науку и высшее образование Николай Петрович Гнусин был удостоен почётного звания «Заслуженный деятель науки и техники РСФСР».
Скончался в 2013 году в Краснодаре.

## Награды и звания
- Орден Красной Звезды
- Медаль «За оборону Ленинграда»
- Медаль «За боевые заслуги»
- Медаль «За победу над Германией в Великой Отечественной войне 1941—1945 гг.»
- Заслуженный деятель науки и техники РСФСР
- Профессор